# Milovan Gavazzi
Milovan Gavazzi (Gospić, 18 marzo 1895 – Zagabria, 20 gennaio 1992) è stato un etnologo croato.
Ha posto le basi per il lavoro scientifico etnologico in Croazia e ha educato molte generazioni di etnologi croati. 

## Biografia
Ha studiato slavistica, germanistica e filosofia a Zagabria e a Praga. Tra il 1923 e il 1927 lavorò come custode al Museo Etnografico di Zagabria. Dal 1927 è stato professore presso il Dipartimento di Etnologia fino al suo ritiro nel 1965. Ha continuato a lavorare per quasi due decenni dopo il pensionamento.
Si occupò della storia dell'etnologia, del patrimonio etnografico della Slavonia, della cultura tradizionale croata e della cultura di altri popoli slavi ed europei, nonché di culture non europee. Inoltre, studiava musica tradizionale, strumenti musicali e danza. Oltre all'attività didattica e scientifica, pubblicò libri e girò film e diede inizio la cartografia etnografica. Ricevette il Premio Herder nel 1970. Il dodicesimo congresso dell'Unione internazionale delle società di antropologia ed etnologia gli conferì, come etnologo di fama mondiale, una targa speciale nel 1988. Fu autore di una serie di libri, studi e articoli.
I premi annuali e i premi alla carriera della Società etnologica croata per risultati eccezionali in etnologia sono stati intitolati a lui.

## Opere (selezione)
- Godina dana hrvatskih narodnih običaja ("I giorni dell'anno nelle tradizioni popolari croate"), Zagreb, 1939, 1988, 1991
- Pregled etnografije Hrvata ("Introduzione all'etnografia croata"), Zagreb, 1940
- Sudbina stare slavenske baštine kod Južnih Slavena ("Il destino dell'antica eredità slava degli Slavi meridionali"), Beograd, 1959
- Vrela i sudbine narodnih tradicija ("Sviluppi e destini della tradizione popolare"), Zagreb, 1978
- Baština hrvatskog sela ("L'eredità del villaggio croato"), Zagreb, 1991